# Miguel Chacón Diez
Miguel Chacón Díaz (Sabadell, 14 de gener de 1930 - 28 de juliol de 2011) va ser un ciclista català que fou professional entre 1953 i 1961. De la seva carrera esportiva destaca les dues etapes de la Volta a Espanya de 1957.

## Palmarès
- 1956
  - 1r al GP de Martorell
- 1957
  - Guanyador de 2 etapes de la Volta a Espanya
  - 1r al Campionat Basco-navarrès de muntanya
- 1958
  - 1r al Barcelona-Villada

### Resultats a la Volta a Espanya
- 1955. 33è de la classificació general
- 1956. 6è de la classificació general
- 1957. Abandona. Vencedor de 2 etapes
- 1961. Abandona